# Anilocra ankistra
Anilocra ankistra är en kräftdjursart som beskrevs av Bruce 1987. Anilocra ankistra ingår i släktet Anilocra och familjen Cymothoidae. Inga underarter finns listade i Catalogue of Life.